# HMS Cattistock (L35)
Pour les autres navires du même nom, voir HMS Cattistock.
Le HMS Cattistock est un destroyer de classe Hunt de type I de la Royal Navy, qui participa aux opérations navales contre la Kriegsmarine (marine Allemande) pendant la seconde Guerre mondiale.

## Construction
Le Cattistock  est commandé le 21 mars 1939 dans le cadre de programmation de 1939 pour le chantier naval de Yarrow Shipbuilders à Glasgow en Ecosse. La pose de la quille est effectuée le 9 juin 1939, le Cattistock  est lancé le 22 février 1940 et mis en service le 22 juillet 1940.
Il est parrainé par la communauté civile de Wareham dans le Dorset, dans le cadre de la Warship Week (semaine des navires de guerre) en mars 1942.
Le Cattistock  fait partie du premier lot de dix destroyers de classe Hunt. Ils doivent résoudre une pénurie de destroyers, notamment pour les tâches d’escorte. Ils doivent combiner le lourd armement anti-aérien des sloops de la classe Bittern avec une vitesse de 29 noeuds pour une liaison plus rapide avec la flotte.
Un test d'inclinaison lors de l'aménagement du navire montré une erreur de conception qui rend le navire dangereusement instable. Pour rétablir la stabilité à des niveaux acceptables, un canon de marine de 4 pouces QF Mk XVI est retiré, la superstructure et l'entonnoir du navire sont coupés et un ballast supplémentaire est installé. Une fois modifié, le Cattistock  est mis en service le 22 juillet 1940.

## Histoire

### Seconde Guerre mondiale
Après sa mise en service le 22 juillet 1940, le Cattistock remplit des fonctions d’escorte de convois en mer du Nord jusqu’en juin 1941. Il bombarde Dieppe avec les Quorn et Mendip le 26 juillet 1941 et reprend les fonctions d'escorte du convoi. En mai 1944, il fait partie de la Force G en vue du débarquement de Normandie. Lors du débarquement, il escorte le convoi G1, composé de dragueurs de mines. Une fois arrivée sur les plages, il se déploie au large de Gold Beach, où il fournit un soutien à l'artillerie. Le Cattistock effectue des tâches d'escorte de convoi au large de la Normandie et passe en patrouille contre les attaques de Schnellboots en juillet 1944. Le 7 juillet 1944, il subit de légers dommages à la suite d'une attaque de Schnellboot.
Le Cattistock se rend à Portsmouth pour le remplacement du tube de la chaudière. Il reprend ses fonctions de patrouille le 24 août 1944. Le 29 août 1944, il intercepte les forces navales allemandes qui tentent de s'échapper du Havre alors qu'il patrouille avec le Retalick. Lors de cette action, il est frappé 26 fois. Son capitaine, le lieutenant Richard Keddie, est tué avec quatre autres hommes et environ 25 hommes sont blessés. En raison des graves dommages subis, il retourne à Portsmouth pour y être réparé.
Après trois mois de réparations, le Cattistock reprend ses fonctions d'escorte de convoi. Le 2 février 1945, il attaque et manque de couler un sous-marin allemand de poche au large de Zeebrugge.

### Après guerre
Le HMS Cattistock a visité les îles Anglo-Normandes en septembre 1945 et s'est rendu plus tard à Gibraltar trois fois avant la fin de 1945. La Norvège n'était pas d'accord sur une proposition de rachat, le navire a été transféré à la sous-division de la flotte de réserve à Cardiff. Il est inscrit sur la liste de destruction en 1956. Après avoir été déséquipée, Il est vendu à BISCO plus tard en 1957 pour démolition par John Cashmore Ltd et est arrivée en remorque au chantier du démolisseurs à Newport, Glamorgan au pays de Galles, le 2 juillet de la même année.

### Honneurs de bataille
- Mer du Nord 1941 - 1945
- Manche 1942-1944
- Normandie 1944